# Новонікольське (Благоварський район)
Новоні́кольське (рос. Новоникольское, башк. Яңы Никольский) — село у складі Благоварського району Башкортостану, Росія. Входить до складу Алексієвської сільської ради.
Населення — 282 особи (2010; 324 в 2002).
Національний склад:
- росіяни — 40 %
- німці — 29 %